# 하우스키퍼 (만화)
하우스키퍼는 채용택과 유현이 2019년 1월 21일부터 네이버 웹툰에 연재한 웹툰이다. 아인슈타인이 만물 이론을 탄생시킨 다른 차원에서 바이러스가 퍼진 이야기를 다룬다. 바이러스에 걸려 인간성을 잃어버린 네빌과 네빌을 주인이자 가족으로 인식하는 하스티의 스토리가 큰 비중을 차지한다.

## 등장인물

### 인간
- 네빌 브리앙 - 하스티의 가족이자 현 주인.
- 앨리스 리델 - 비감염지역의 거주민인 소녀이자 아이작의 현 주인.
- 마르틴 휴스텐 - 도라 프랜시스의 수재자로 현재 네빌랜드의 유일한 p-플루 비감염자 연구원.
- 칼리코캣 - 카이라의 현 주인이자 세계 최고의 정의의 해커.
- 카타리나 폰 바이에른 - 하우스키퍼 시즌 1의 최종 보스이자 세계연합정부의 특무대장.

### A.I.
- 하스티 - 네빌의 가족이자 메이드. 네빌을 주인으로 섬기고 있다.
- 마미아 - 13화에서 첫 등장한 도라 프랜시스 박사의 메디컬로이드.
- 카이라 - 27화에서 첫 등장한 A.I.
- 아이작 - 42화에서 등장한 A.I.
- 티나 - 55화에서 등장한 A.I.
- 닐 암스트롱 - 1화에서 첫등장하고 2기 19화에서 재등장한 A.I.